# Xylopia spruceana
Xylopia spruceana là loài thực vật có hoa thuộc họ Na. Loài này được Benth. ex Spruce miêu tả khoa học đầu tiên năm 1861.